# After All (metalband)
After All is een Belgische metalband uit Brugge.

## Geschiedenis
De band toerde met onder andere Vicious Rumors, Agent Steel, Stone Sour, King Diamond en Anthrax. In juni 2008 trad After All op in de Metal Dome van Graspop.

## Artiesten
- Mike Slembrouck - vocalist (2017)
- Dries Van Damme - gitarist (1987)
- Christophe Depree - gitarist (1987)
- Frederik Vanmassenhove - bassist (2010)
- Bert Guillemont - drummer (2015)

## Discografie
- 1992 - Dusk
- 1995 - Wonder
- 1998 - Transcendent
- 2000 - Dead Loss
- 2000 - No Recollection
- 2001 - The Bereaved
- 2002 - Armageddon Come
- 2003 - Mercury Rising
- 2005 - The Vermin Breed
- 2006 - The Devil's Pathway
- 2006 - This Violent Decline
- 2009 - Cult of Sin
- 2010 - Betrayed by the Gods
- 2011 - Becoming the Martyr
- 2012 - Dawn of the Enforcer
- 2015 - Rejection Overruled
- 2016 - Waves of Annihilation
- 2017 - Restore to Sanity
- 2022 - EOS